# Peter Curtis
Peter Curtis (Woking, 29 de agosto de 1946) é um ex-tenista profissional inglês.

## Grand Slam finais

### Duplas Mistas (1 título)
| Ano  | Campeonato | Parceira       | Oponentes              | Placar   |
| 1968 | US Open    | Mary Ann Eisel | Gerry Perry Tory Fretz | 6–4, 7–5 |